# Джаханбахт, Тофиг
 Тофиг Джаханбахт (азерб. جهانبخت توفیق, азерб. Cahanbəxt Tofiq) 9 февраля 1931 — 1970) — иранский борец вольного стиля, чемпион мира, призёр Олимпийских и Азиатских игр.

## Биография
Родился в 1931 году в Сарабе. В 1952 году стал обладателем бронзовой медали Олимпийских игр в Хельсинки. В 1954 году выиграл чемпионат мира. В 1958 году завоевал серебряную медаль Азиатских игр.